# باشاكو

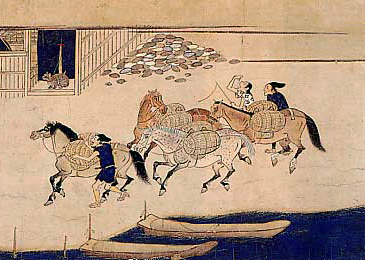

الباشاكو bashaku (馬借 bashaku) كانوا ناقلي بضائع يابانيين استخدموا الخيول في نقل شحناتهم. وكانوا نشطاء في الغالب بين فترة الهييان وفترة سن غوكو. وصور الباشاكو مرسومة بشكل ممتاز في إيما كيمونو (فن المعلقات) الذي يصور تأسيس معبد إشياماديرا.
خلال نفس الفترة، كان يُعرف ناقلو البضائع الذين استخدموا الأبقار بدلاً من الخيول باسم شاشاكو (Shashaku).

## طرق النقل
كانت طريقة نقل الباشاكو هي تعليق العربة في ظهر الخيول، ثم توصيلها إلى وجهتها. في البداية، كان يؤدي المزارعون هذه المهمة في أوقات فراغهم في مواسم الركود، ولكن منذ فترة الموروماتشي وما بعدها، أصبحت وظيفة بدوام كامل.
عاش الباشاكو في مجموعات في المدن على طول الطرق السريعة الرئيسية والمواقع المهمة للنقل البحري والبري، من بينها مدينة أوتسو وساكاموتو ويودو، وحملوا البضائع المنقولة بالقوارب إلى المناطق التي كان الاستهلاك فيها عاليًا في ذلك الوقت، مثل كيوتو ونارا.

## المشاركة في الثورات
نظرًا لما تمتع به الباشاكو من قوة تنظيمية وسهولة الحصول على الأخبار، وأخيرًا استخدامهم المدمرات المسلحة بسبب سوء الأمن العام، فقد أصبحوا أيضًا مصدرًا للثورات خلال فترة الموروماتشي، التي اشتهرت بـانتفاضة شوتشو وانتفاضة كاكيتسو، ولكن عندما أصبح معبد إنرياكو جي في جبل هيه هدفًا للهجمات في انتفاضة كاكيتسو، انسحب الباشاكو في مقاطعة أومي من الانتفاضة بعد حصول المقاطعة على الحماية، وانقسمت قوة الباشاكو أنفسهم.
علاوة على ذلك، خلال تمرد هوكي في عام 1532 الذي تولى فيه معبد إنرياكو جي عملية القمع، قام أفراد الباشاكو بحصار نقاط التفتيش التي تربط المدينة بكيوتو، وبالتالي فرضوا حظرًا اقتصاديًا على المدينة حيث بسط المقاتلون النيشريون البوذيون سيطرتهم.